# McCormick (South Carolina)
McCormick is een plaats (town) in de Amerikaanse staat South Carolina, en valt bestuurlijk gezien onder McCormick County.

## Demografie
Bij de volkstelling in 2000 werd het aantal inwoners vastgesteld op 1489.
In 2006 is het aantal inwoners door het United States Census Bureau geschat op 2705, een stijging van 1216 (81,7%).

## Geografie
Volgens het United States Census Bureau beslaat de plaats een oppervlakte van
9,7 km², geheel bestaande uit land. McCormick ligt op ongeveer 141 m boven zeeniveau.

## Plaatsen in de nabije omgeving
De onderstaande figuur toont nabijgelegen plaatsen in een straal van 16 km rond McCormick.